# Gullan
Gullan och Gulla är kortformer av det fornnordiska namnet Gunhild (sammansatt av orden gunnr och hild som båda betyder strid) och av Gunilla som är en medeltida latiniserad form av Gunhild. Det kan även vara ett namn som är bildat av ordet gull eller möjligen gullig. Gulla användes redan på 1000-talet i Sverige, medan Gullan har använts sedan 1890.
Den 31 december 2014 fanns det totalt 2 064 kvinnor folkbokförda i Sverige med namnet Gullan, varav 1 269 bar det som tilltalsnamn. Motsvarande siffror för Gulla var 27 respektive 15.
Namnsdag saknas (1986-1992: 24 november)

## Personer med namnet Gullan eller Gulla
- Gullan Artelius (1897–1991), svensk konstnär
- Gullan Bornemark (född 1927), svensk barnvisekompositör
- Gullan Ehrenmark (1893–1957), svensk skådespelare
- Gullan Gregoriusson (1922–2017), svensk konstnär och illustratör
- Gullan Johansson (1914–2000), svensk målare och grafiker
- Gullan Lindblad (1932-2023), svensk politiker (m)

## Fiktiva personer och figurer med namnet Gullan eller Gulla
- Kulla-Gulla, huvudperson i bokserien med samma namn skriven av Martha Sandwall-Bergström
- Gullan från Arkadien, en av katterna i Pelle Svanslös, spelades av Lena-Pia Bernhardsson (1981 och 1985) och av Suzanne Ernrup (1997 och 2000)
- Älgkon Gullan i den tecknade serien Hälge
- Glittriga Gullan, figur i de tecknade serierna om Kalle Anka
- Gullan (Lucy) i den tecknade serien Snobben
- Gullan Jönsson i filmen Sällskapsresan II – Snowroller, spelades av Ingrid Wallin (1985)
- Gullan Svan i filmen Farlig vår, spelades av Haide Göransson (1949)